# Alexander Butterfield

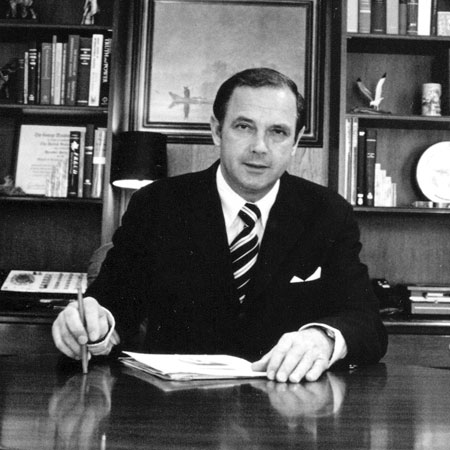
Alexander Butterfield

 Alexander Porter Butterfield  (* 6. April 1926 in Pensacola, Florida) ist ein ehemaliger US-amerikanischer Regierungsbeamter. Er war von 1969 bis 1973 Assistent im Weißen Haus und eine der Schlüsselfiguren der Watergate-Affäre.

## Leben
Alexander Butterfield wurde in Pensacola geboren. Er besuchte bis 1956 die University of Maryland in College Park und erhielt seinen Magister 1967 an der George Washington University.
Bereits sein Vater Horace B. Butterfield war Pilot in der US-Luftwaffe. Die Begeisterung zur Militärfliegerei steckte auch Alexander Butterfield an. Von 1949 bis 1969 war er Mitglied der Air Force. Im Vietnamkrieg kommandierte er ein Squadron langsamfliegender Aufklärungsflugzeuge. Er erhielt das Distinguished Flying Cross. 1968 wurde er ein Projektbegleiter des strategischen Bombers General Dynamics F-111 Aardvark.
Nach dem Ausscheiden aus dem Militärdienst wurde er 1969 Stabsmitarbeiter beim Stabschef Harry Robbins Haldeman, den er noch aus der Studentenzeit kannte.
Im Weißen Haus war Butterfield neben Routineaufgaben (wie beispielsweise Führungen durch das Weiße Haus) u. a. für das geheime Aufzeichnungssystem des Präsidenten verantwortlich. Insgesamt wurden 4.000 Stunden politische und vertrauliche Gespräche auf den Tonbändern festgehalten. Nur ganz wenige Mitarbeiter, darunter auch Präsident Richard Nixon, waren darüber informiert.
Eigentlich wollte Butterfield die Existenz des Aufzeichnungsgerätes verschweigen und nur bei einer direkten Frage zugeben. Bei der Routinebefragung des Untersuchungsausschusses unter dem Vorsitz des Senators Sam Ervin stellte der Republikaner Donald Sanders ebendiese direkte Frage und Butterfield bestätigte am 13. Juli 1973 die Existenz dieses geheimen Aufzeichnungssystems.
Daraufhin verlangte der Senatsausschuss von Präsident Nixon eine Auswahl der Bänder. Es setzte ein monatelanges Tauziehen zwischen dem Präsidenten und dem Senatsausschuss über die Herausgabe der Tonbänder ein. Erst durch eine Entscheidung des Obersten Gerichtshofes wurde Nixon zur Herausgabe der Bänder gezwungen, welche Nixons Rolle im Watergate-Skandal von Anfang an bewiesen und die Aussage von John Dean bestätigten.
Butterfield selbst war in den Watergate-Skandal nicht verwickelt und wurde daher auch nicht angeklagt. Bereits 1972 war er als Nachfolger von John H. Shaffer zum Leiter der Federal Aviation Administration ernannt worden, was er bis 1975 blieb.
1995 war Butterfield bei Oliver Stone technischer Berater für den Nixon-Film. Im gleichen Jahr gab er der Tageszeitung The Hartford Courant ein Interview. Darin spekulierte er als einer der ganz wenigen richtig über die wahre Identität von Deep Throat: „I think it was a guy named Mark Felt.“ Das war zehn Jahre vor Mark Felts eigenem Outing 2005.